# Asuwa-gawa
La rivière Asuwa (足羽川, Asuwa-gawa) est une rivière située dans la préfecture de Fukui au Japon.

## Géographie
La rivière Asuwa, longue de 61,7 km, prend sa source à 1 257 m d'altitude sur les pentes du mont Kanmuri à Ikeda. Elle suit un cours orienté vers le nord puis vers l'ouest et traverse la ville de Fukui, avant de se jeter dans la rivière Hino.